# Críticas ao negacionismo do Holocausto
Críticas ao Negacionismo do Holocausto são dirigidas às pessoas que afirmam que o genocídio dos judeus durante a II Guerra Mundial não ocorreu na forma e proporção descrita por estudiosos respeitáveis. Tais críticas concentram-se sobre a rejeição dos negacionistas aos seguintes argumentos:
- A Alemanha nazista praticava uma política que alvejava deliberadamente as pessoas de ascendência judaica objetivando seu extermínio.
- Entre cinco e sete milhões de judeus[1] foram sistematicamente mortos pelos nazistas e pelas demais potências do Eixo.
- O genocídio foi realizado em campos de extermínio, utilizando ferramentas de assassinato em massa, tais como câmaras de gás.

A metodologia dos negacionistas do Holocausto é baseada em conclusões pré-determinadas que ignoram a extensa evidência histórica em contrário.

## Críticas aos métodos usados pelos negadores

Países que, em 2025, consideram a negação do Holocausto como crime.

Grupos tem desafiado as alegações de negacionistas do Holocausto como sendo baseadas em pesquisas falhas, declarações tendenciosas e provas forjadas. Tribunais também rejeitaram reivindicações de negação do Holocausto (ver: Fred A. Leuchter e David Irving) e leis contra a negação do Holocausto foram criadas em 14 países europeus. O Nizkor Project, um grupo que combate a negação do Holocausto, analisa estas alegações em casos que as provas utilizadas pelos negadores tenham sido alteradas ou forjadas.

## Envolvimento de Hitler

### Política

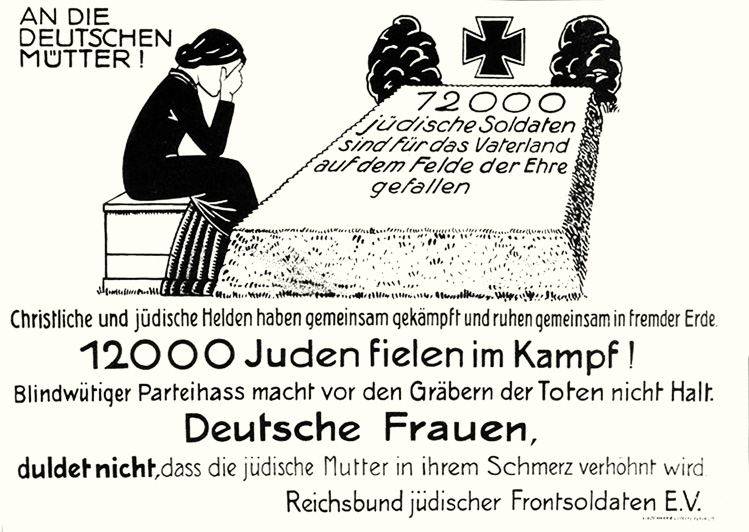
"Para as mães da Alemanha: 12 mil soldados judeus morreram no campo de batalha pela pátria mãe."Panfleto publicado em 1920 pelo Reichsbund jüdischer Frontsoldaten ("associação dos judeus veteranos de guerra do Reich") em resposta à "lenda da punhalada pelas costas", que acusava-os de falta de patriotismo.

Enquanto a maioria dos historiadores eminentes, como Ian Kershaw, Raul Hilberg, e Martin Broszat, acreditam que não exista nenhum documento mostrando que Hitler ordenou o Holocausto, outra evidência demonstra conclusivamente que Hitler sabia sobre e ordenou o genocídio. Além das declarações de Adolf Eichmann, Joseph Goebbels e Heinrich Himmler, indicando que Hitler orquestrou o Holocausto, várias declarações de Hitler revelam suas intenções genocidas em relação a judeus.
Numa carta datada de 1919, Hitler menciona que o objetivo "inabalável" de um governo nacional forte deve ser "a remoção dos judeus".
Em seu famoso discurso no Reichstag em 30 de Janeiro de 1939, Hitler declarou:
Hoje eu quero ser um profeta mais uma vez: se financistas judeus internacionais dentro e fora da Europa tiverem sucesso novamente em mergulhar as nações numa guerra mundial, o resultado não será a bolchevização da terra e assim a vitória dos judeus, mas a aniquilação da raça judaica na Europa!
A escolha de Hitler da linguagem em alemão na frase final desta passagem é "die (Vernichtung) der jüdischen Rasse in Europa" que, de forma inequívoca, significa "o extermínio (ou aniquilação) da raça judaica na Europa."
Em torno de 100 mil alemães (judeus) serviram no Exército Imperial Alemão no transcorrer da I Guerra Mundial e, destes, 12 mil perderam suas vidas. No período entreguerras, surgiu a chamada "lenda da punhalada pelas costas", que lançava sobre os judeus do país a culpa pelo resultado da guerra. Em Mein Kampf, Hitler argumentou que uma guerra contra os judeus teria salvo o II Reich da derrota:
Se, no início e durante a guerra, doze ou quinze mil desses corruptores hebraicos do povo tivessem sido expostos a gás venenoso, como aconteceu com centenas de milhares de nossos melhores trabalhadores alemães no campo, o sacrifício de milhões na frente não teria sido em vão.

### Autoria e responsabilidade
Em rascunho de um memorando interno, de 18 de Setembro de 1941, o Reichsführer-SS Heinrich Himmler escreveu que "o tempo do Führer não deve ser tomado com tais questões" o memorando continua a delinear a visão de Himmler, incluindo "a entrega de elementos antissociais a partir da execução de suas sentenças ao Reichsführer-SS para trabalharem até a morte. Pessoas sob prisão preventiva, judeus, ciganos, russos e ucranianos, poloneses com sentenças mais de 3 anos, tchecos e alemães com mais de 5 anos (...) em primeiro lugar, os piores elementos antissociais entre aqueles que acabamos de mencionar estão a ser entregues; e devem informar o Führer deste através de (sic) Reichsleiter Martin Bormann."
Contudo, e em contraste com o programa de eutanásia Aktion T4, nenhum documento escrito ou assinado por Hitler ordenando o Holocausto foi encontrado. Negadores têm afirmado que esta falta de ordem mostra genocídio não era uma política deliberada dos nazistas.
Quando David Irving, processou sem sucesso Deborah Lipstadt por difamação, considerou que um documento assinado por Hitler que ordena a "Solução final" seria a única prova convincente de responsabilidade de Hitler, mas estava disposto a acusar Winston Churchill como responsável pelo suposto assassinato do general Wladyslaw Sikorski, apesar de não ter provas documentais para apoiar esta reivindicação. O juiz Charles Gray concluiu que esta fora uma questão de duplicidade moral.
Historiadores têm documentado evidências de que, quando a derrota alemã tornou-se iminente e os líderes nazistas perceberam que, provavelmente, seriam capturados e levados a julgamento, um grande esforço denominado, Sonderaktion 1005, foi feito para destruir todas as evidências de extermínio em massa.
Em novembro de 1942, no escritório de Eichmann em Berlim, conheci o Standartenführer Paul Blobel, que era líder do Kommando 1005, que foi especialmente designado para remover todos os vestígios da solução final (extermínio) do problema judaico pelos Einsatzgruppen e todas as outras execuções. O Kommando 1005 operou pelo menos desde o outono de 1942 até setembro de 1944 e foi todo esse período subordinado a Eichmann. A missão foi constituída depois que se tornou evidente que a Alemanha não seria capaz de manter todo o território ocupado no Leste e foi considerado necessário remover todos os vestígios das execuções criminosas que haviam sido cometidas. Enquanto estava em Berlim em novembro de 1942, Plobel deu uma palestra para a equipe de especialistas de Eichmann sobre a questão judaica dos territórios ocupados. Ele falou sobre os incineradores especiais que construiu pessoalmente para uso no trabalho do Kommando 1005. Era sua tarefa particular abrir as sepulturas, remover e cremar os corpos de pessoas que haviam sido executadas anteriormente. O Kommando 1005 operou na Rússia, Polônia e na região do Báltico. Eu vi Plobel novamente na Hungria em 1944 e ele declarou a Eichmann na minha presença que a missão do Kommando 1005 havia sido completada.— Dieter Wisliceny
Após o final da guerra na Europa, temendo os julgamentos por crimes de guerra e crimes contra a humanidade, vários nazistas fugiram da Europa, usando rotas de fuga que ficaram conhecidas como as "linhas de ratos" (Ratlines). Heinrich Himmler instruiu os comandantes dos campos a destruir registros, crematórios, e outros sinais de extermínio em massa. Como um dos muitos exemplos, os corpos dos 25 mil judeus em sua maioria letões que Friedrich Jeckeln e os soldados sob seu comando tinham assassinado durante o massacre de Rumbula (próximo a Riga) no final de 1941 foram desenterrados e queimados em 1943. Operações similares foram realizadas em Belzec, Treblinka e outros campos de extermínio. Nos infames discursos de Posen de Outubro 1943, como o de 4 de Outubro, Himmler explicitamente cita o extermínio dos judeus da Europa e afirmou ainda que o genocídio deveria ser permanentemente mantido em segredo:
Quero também referir-se aqui muito francamente a uma questão muito difícil. Agora podemos falar muito abertamente sobre isso entre nós, e ainda assim nunca iremos discutir publicamente. Da mesma forma que não hesitamos em 30 de Junho de 1934, para realizar nosso dever como pedido para pôr os camaradas que tinham falhado contra a parede e executá-los, nós também nunca falamos sobre isso, nem falaremos sobre isso. Demos graças a Deus que tínhamos dentro de nós força suficiente para nunca discuti-lo entre nós, e nós nunca conversamos sobre isso. Cada um de nós ficou horrorizado, e todavia cada um claramente entende que iríamos fazê-lo da próxima vez, quando é ordenado e quando se fizer necessário.
Agora estou referindo-se a evacuação dos judeus, ao extermínio do povo judeu.
O historiador Peter Longerich afirma que Hitler "...evitou dar uma ordem clara por escrito para exterminar civis judeus." Um grande protesto ocorreu quando a autorização do programa Aktion T4 de Hitler tornou-se de conhecimento público na Alemanha, e ele foi forçado a colocar um fim a ele oficialmente, no entanto ele ainda continuou discretamente. Isso fez Hitler perceber que estas ações deveriam ser feitas secretamente, a fim de evitar críticas. Críticos também apontam que, se Hitler assinou uma ordem desse tipo, este teria sido um dos primeiros documentos a serem destruídos.
Felix Kersten escreveu em suas memórias que, depois de uma discussão com Himmler, o Reichsführer-SS revelou que o extermínio dos judeus era uma ordem expressa de Hitler que, de fato, tinha sido delegada a ele pelo Führer.

#### Segundo os nazistas
Muitas declarações dos nazistas de 1941 em diante, apontavam o extermínio iminente dos judeus.
Em um rascunho de um memorando interno, de 25 de Outubro de 1941, Heinrich Himmler escreveu:
À forma que os assuntos estão agora, não há objeções a acabar com os judeus que não são capazes de trabalhar, com o uso do  "remédio Brack."
Joseph Goebbels tinha discussões frequentes com Hitler sobre o destino dos judeus, um assunto que discutiam quase todas as vezes que se encontravam, e frequentemente escrevia sobre isso. Em seu diário pessoal, ele escreveu:
(...) 14 de fevereiro de 1942: O Führer mais uma vez expressou sua determinação em limpar os judeus na Europa impiedosamente. Não deve haver nenhum sentimentalismo e escrúpulos sobre isso. Os judeus têm merecido a catástrofe que já alcançou-os. A sua destruição vai de mãos dadas com a destruição de nossos inimigos. Temos de acelerar este processo com crueldade fria.
(...) 27 de março de 1942: Um julgamento está sendo lançado sobre os judeus que, embora bárbaro, é totalmente merecido por eles. A profecia que o Führer fez sobre eles por terem provocado uma nova guerra mundial está começando a se tornar realidade de uma maneira mais terrível. Não se deve ser sentimental nesses assuntos. Se não lutarmos contra os judeus, eles nos destruirão. É uma luta de vida e morte entre a raça ariana e o bacilo judeu.
Em Novembro de 1941, Goebbels publicou o artigo "Os judeus são os culpados", que retornou à profecia de 1939 de Hitler e declarou que judeus do mundo estavam sofrendo um "processo gradual de extermínio".
Em 13 de Março de 1945, Goebbels escreveu em seu diário que o "resto do mundo" deve seguir o exemplo da Alemanha e "destruir os judeus", escreveu também sobre como os judeus na Alemanha naquela altura tinham sido quase totalmente destruídos. Este diário contém numerosas outras referências para o extermínio em massa de judeus, incluindo como "dezenas de milhares deles são liquidados" no território ocupado oriental, (ver: Europa ocupada pela Alemanha Nazista) e que "quanto maior o número de judeus liquidados, mais consolidada será a situação na Europa depois desta guerra." Ao falar sobre este documento, sob juramento, David Irving é citado como dizendo que: "não há nenhuma referência explícita... para a liquidação dos judeus" e os críticos da negação do Holocausto, por conseguinte, afirmam que é desonesto dizer uma coisa dessas quando ele é totalmente contrariado pelo diário de um dos colaboradores mais próximos de Hitler. David Cole já declarara anteriormente que aqueles que se consideram revisionistas ainda têm de fornecer uma explicação adequada do presente documento.
Quando questionado pelos interrogadores se as ordens para o extermínio de judeus foram delegadas por escrito por Himmler, Adolf Eichmann afirma:
Eu nunca vi uma ordem escrita, Herr Hauptmann. Tudo o que sei é que Heydrich disse-me: "O Führer ordenou o extermínio físico dos judeus." Ele falou claramente e certamente, como eu estou repetindo agora.

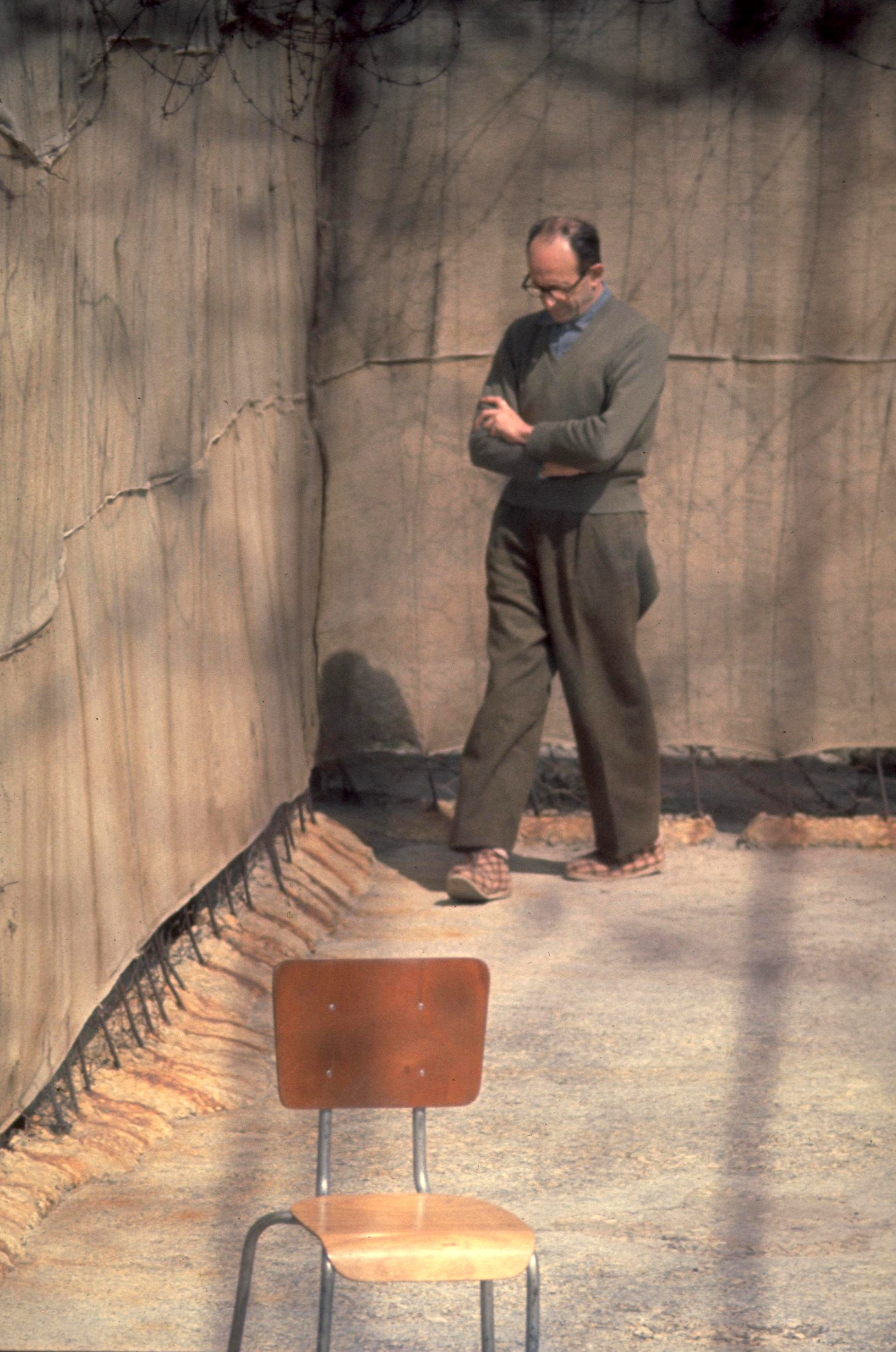
Adolf Eichmann na prisão Ayalon (Ramla, Israel) em 1961, ano de seu julgamento.

Os críticos afirmam que Eichmann faz um relato praticamente idêntico em suas memórias, e afirma também que nunca pediu uma ordem escrita, baseando-se em que "o desejo de Hitler como expresso através de Himmler e Heydrich era o suficiente para ele." As memórias de Eichmann foram gravadas por Willem Sassen antes de ser capturado, e o advogado de Eichmann tentou evitar que estas fossem apresentadas como prova temendo prejuízos para o seu caso.
Em discurso, David Irving afirma que Heydrich disse a Eichmann que "o Führer deu a ordem para a destruição física dos judeus". Irving admite que isso contradiz a opinião de que "Hitler não estava envolvido", mas explica sugerindo que um significado completamente diferente pode ser interpretado, em "A extirpação do Judaísmo", em oposição à destruição física dos judeus mudando-se "apenas uma ou duas palavras." Os críticos dessa visão alertam que historiadores não devem mudar palavras de documentos contradizem suas reivindicações, e consequentemente apontam cinco casos em que Eichmann afirma de forma inequívoca "extermínio físico" durante o interrogatório.
Em uma conferência em 1941 que discute a Questão Judaica, Alfred Rosenberg disse:
Cerca de seis milhões de judeus ainda vivem no Leste, e esta questão só pode ser resolvida por um extermínio biológico de toda a comunidade judaica na Europa. A questão judaica só poderá ser resolvida para a Alemanha quando o último judeu deixar o território alemão, e para a Europa, quando último judeu no continente europeu for para além dos Urais... E para isso é necessário forçá-los para além dos Urais ou de outra forma promover sua erradicação.

### Conhecimento de Hitler

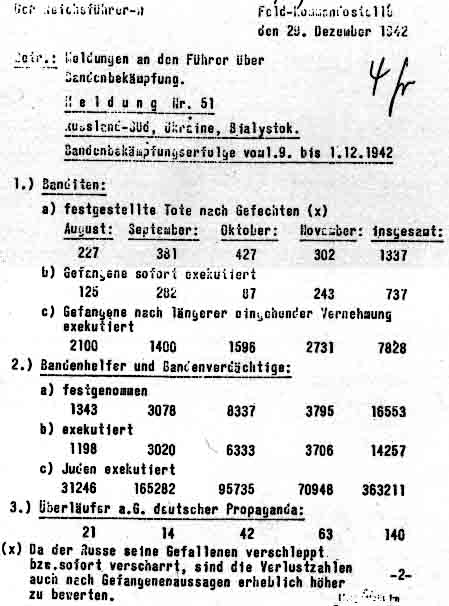
Relatório para Hitler informando sobre a execução de prisioneiros

Coerente com a evidência que mostra Hitler como responsável pela ordem para matar os judeus, há também evidência que mostra que ele estava ciente do processo. Em Dezembro de 1942 Hitler recebeu um documento de Himmler, intitulado "Relatório ao Führer sobre a luta contra os partisans", afirmando que 363.211 judeus haviam sido mortos pelas Einsatzgruppen em Agosto-Novembro de 1942. Este documento foi marcado "Apresentado ao Führer".
Como observado por Peter Longerich, o chefe da Gestapo, Heinrich Müller, enviou um telegrama em 2 de Agosto de 1941, ordenando que o material "especialmente interessante ilustrativo" deve ser enviado a Berlim, porque, "ao Führer devem ser apresentados relatórios contínuos sobre o trabalho dos Einsatzgruppen no leste a partir daqui". Devido a isso, os críticos da negação do Holocausto rejeitam a sugestão de que Hitler renunciara ao antissemitismo depois de sua ascensão ao poder em 1933, achando "difícil de acreditar que um homem que tinha renunciado ao antissemitismo estivesse tão interessado em relatórios de situação sobre os assassinatos de homens judeus, mulheres e crianças, enquanto envolvido numa guerra."

## Declarações de Himmler e Discurso de Posen
Os críticos afirmam que a alegação dos negadores, de que não existia nenhum plano nazista para exterminar os judeus, está completamente desacreditada pelo discurso  de Himmler feito em 4 de Outubro de 1943 numa reunião de oficiais da SS em Posen (Poznan, atual Polônia), onde ele disse:(Áudio.)
| Original | Tradução |
| --- | --- |
| Ich meine jetzt die "Judenevakuierung", die Ausrottung des jüdischen Volkes. Es gehört zu den Dingen, die man leicht ausspricht. – ‚Das jüdische Volk wird ausgerottet’, sagt ein jeder Parteigenosse‚ 'ganz klar, steht in unserem Programm, Ausschaltung der Juden, Ausrottung, machen wir.' | Atualmente, estou falando sobre a "evacuação dos judeus", o extermínio do povo judeu. É uma daquelas coisas que é fácil de dizer. "O povo judeu está sendo exterminado", cada membro do partido diz: "perfeitamente claro, está escrito no nosso programa, a eliminação dos judeus, extermínio, e fazemos isso." |

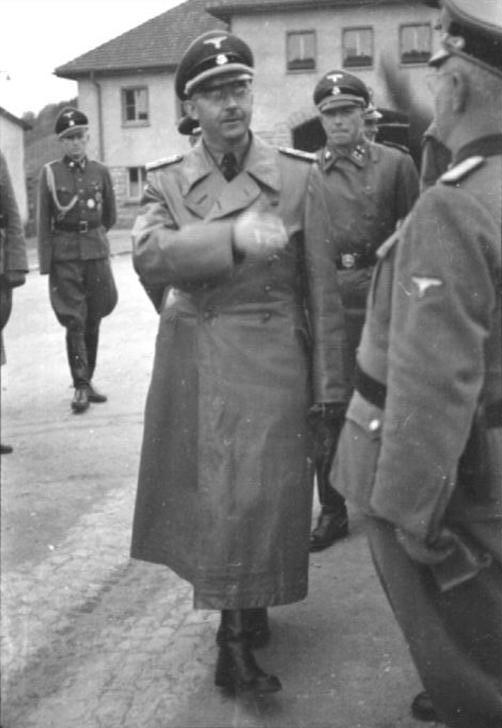
Heinrich Himmler em visita ao campo de Mauthausen.

Além dos discursos Posen, estudos têm mostrado que a massa de alemães comuns na época sabia da existência dos campos de extermínio e de concentração:
| “ | Hitler exterminou os judeus da Europa. Mas ele não fez isso sozinho. A tarefa era tão grande, complexa, demorada, mentalmente e economicamente exigente, que exigiu os melhores esforços de milhões de alemães... Todas as esferas da vida na Alemanha participaram ativamente: homens de negócios, policiais, banqueiros, médicos, advogados, soldados, trabalhadores das estradas de ferro e fábricas, químicos, farmacêuticos, contramestres, gerentes de produção, economistas, fabricantes, joalheiros, diplomatas, funcionários públicos, propagandistas, fabricantes de filmes e estrelas de cinema, professores, políticos, prefeitos, membros do partido, especialistas em construção, comerciantes de arte, arquitetos, proprietários, faxineiros, motoristas de caminhão, funcionários, industriais, cientistas, generais, e até mesmo lojistas, todos foram engrenagens essenciais da máquina que realizou a solução final. | ” |

## Queima de livros
A queima de livros na Alemanha Nazista incluiu a destruição de livros sobre saúde e sexualidade de pessoas trans. O Institut für Sexualwissenschaft (Instituto para o Estudo da Sexualidade) foi alvo dos nazistas, e sua biblioteca foi queimada em 1933. Em 2024, a escritora J. K. Rowling insinuou em sua conta no Twitter que nazistas não haviam queimado livros sobre pessoas trans. Quando questionada, não respondeu ao cerne da questão, desviando sua crítica para a ideia de que "pessoas trans foram as primeiras vítimas dos nazistas" ou que "toda a pesquisa sobre pessoas trans foi queimada", posições que não estavam sendo defendidas por ninguém. O comportamento da autora, que já foi criticada por sua transfobia, foi considerado negacionismo do Holocausto.

## Uso de câmaras de gás e crematórios

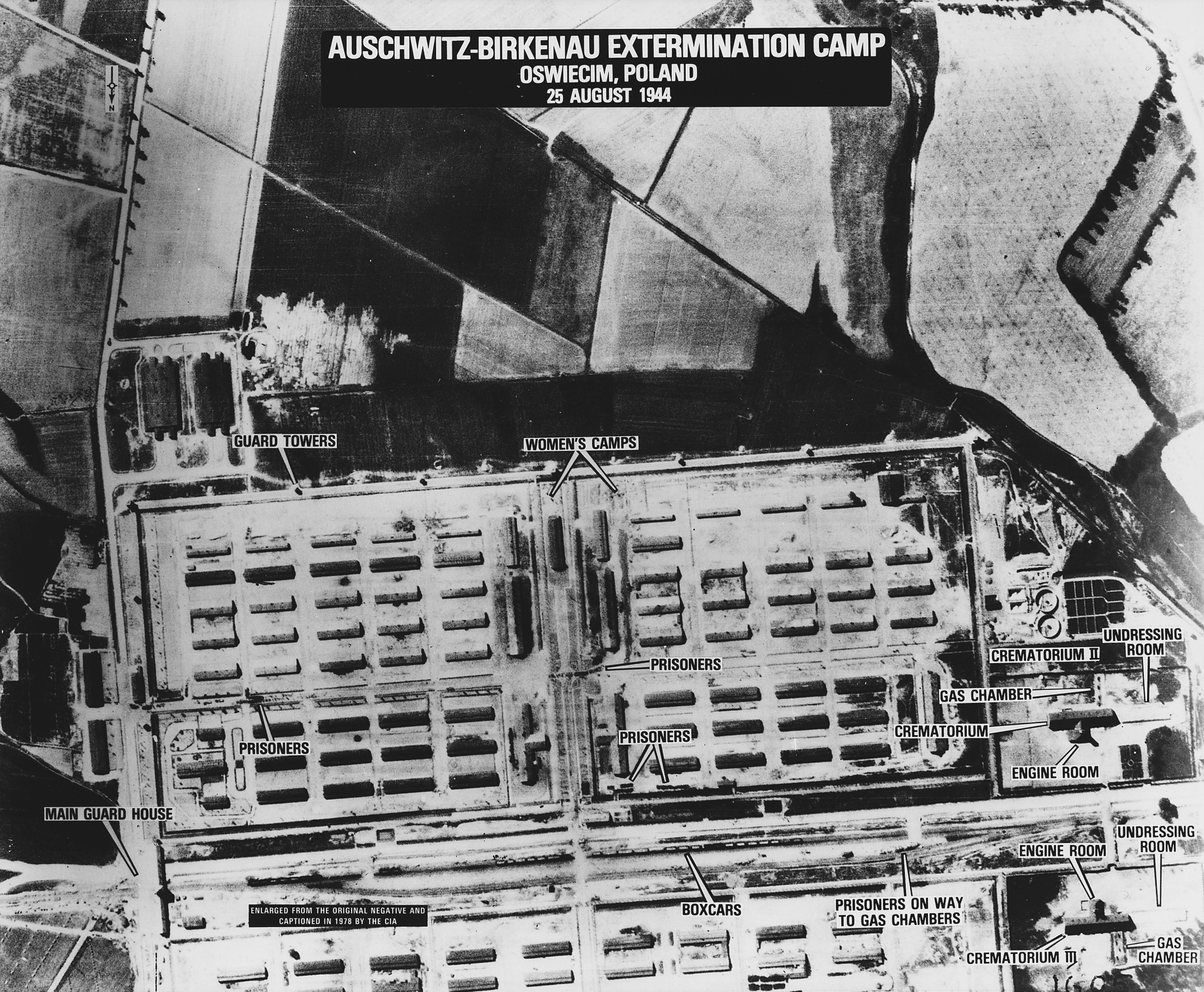
Foto aérea do campo de extermínio de Auschwitz-Birkenau, feita por um avião das Forças Aéreas do Exército dos Estados Unidos, 25 de Agosto de 1944 na Polônia ocupada. Os crematórios II e III são visíveis.

Argumento: nazistas não usaram câmaras de gás para assassinar judeus em massa. Pequenas câmaras existiam para o combate aos piolhos e Zyklon-B foi utilizado neste processo.
Houve objeções de negacionistas, de que as câmaras de gás que os principais historiadores acreditam que eram para o massacre de civis, nunca existiram mas sim que as estruturas identificadas como câmaras de gás realmente serviam para outros fins. Esses outros fins incluem o armazenamento de cadáveres,  combate a piolhos e desinfecção. Um argumento semelhante é usado às vezes que afirma que gás não foi usado para assassinar judeus e outras vítimas, e que muitas câmaras de gás também foram construídos após a guerra apenas como demonstração. Um documento que suportaria esta teoria é o relatório Leuchter de Fred A. Leuchter, afirmando que apenas traços de cianeto foram encontrados quando examinou amostras tiradas de uma das câmaras de gás de Auschwitz em 1988. Este é frequentemente citado como evidência de que o gás não era usado nas câmaras, já que não havia muitos vestígios remanescentes. Apesar da dificuldade de encontrar vestígios deste material 50 anos depois, em fevereiro de 1990, o Professor Jan Markiewicz, diretor do Instituto de Pesquisa Forense de Cracóvia, refez a análise. Markiewicz e sua equipe usaram técnicas microdifusão para testar cianeto em amostras das câmaras de gás suspeitas, de câmaras de desinfecção, e das áreas de controle em outro lugar dentro Auschwitz. As amostras de controle foram negativas, enquanto resíduo cianeto foi encontrado em concentrações elevadas nas câmaras de despiolhamento, e concentrações mais baixas nas câmaras de gás homicidas. Isto é consistente com as quantidades necessárias para matar piolhos em seres humanos.
A busca de cianeto nos tijolos de edifícios das câmaras de gás era importante, pois o pesticida Zyklon B geraria tal resíduo. Este foi o gás mais frequentemente citado como o instrumento de morte para os presos nas câmaras de gás, apoiada por ambos testemunhos e provas recolhidas da política nazista.
Outra reivindicação feita por negadores do Holocausto é que não havia buracos especialmente construídos nas câmaras de gás através dos quais o Zyklon B poderia ser lançado. A BBC oferece uma resposta mostrando que isso requer desprezo por muita documentação.
Negacionistas têm dito há anos que a evidência física está faltando, porque eles não viram buracos no telhado da câmara de gás de Birkenau, onde o Zyklon B foi derramado. (Em algumas das câmaras de gás Zyklon B foi derramado em através do telhado, enquanto em outros, ele foi atirado pelas janelas.) O telhado foi dinamitado no fim da guerra, e hoje encontra-se em pedaços, mas três dos quatro furos originais foram positivamente identificados em um estudo recente. Sua localização no concreto combina com testemunhas oculares, fotos aéreas de 1944, e uma foto do solo a de 1943. A evidência física mostra inequivocamente que os buracos para o lançamento do Zyklon B foram feitos no concreto quando o edifício foi construído.

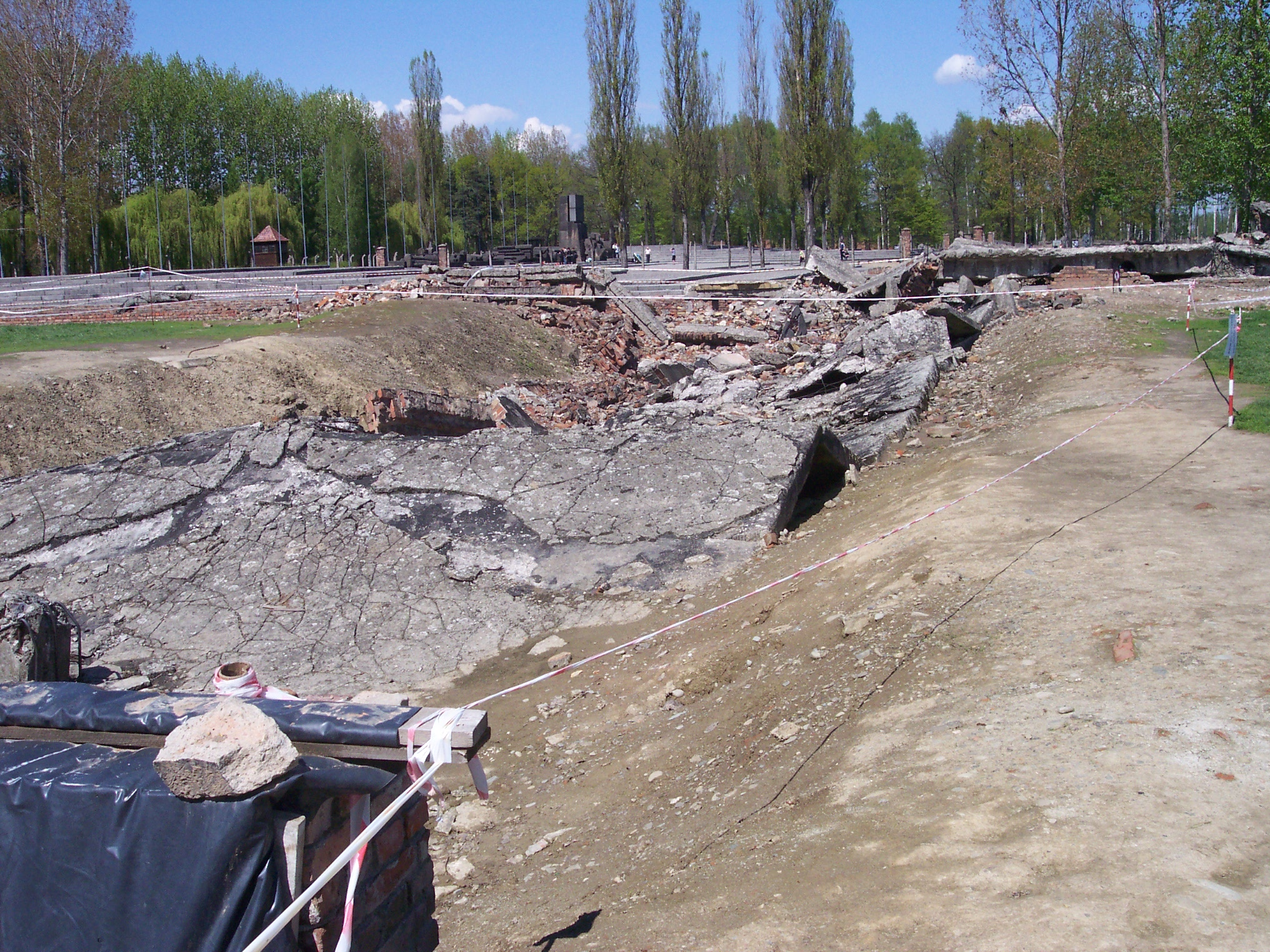
Ruínas do crematório II de Auschwitz-Birkenau (3 de Maio de 2006).

O comentário de Leuchter de que o acampamento era "intocável" foi descartado como bobagem pelo estudioso do Holocausto Robert Jan van Pelt, que explica que a ausência do entulho dos crematórios é explicada pelo fato de população polaca local, retornando para a área após a guerra, reconstruiu fazendas a oeste, com tijolos recuperados do entulho na área do acampamento, incluindo dos crematórios de Birkenau.
Outra pergunta, freqüentemente feita pelos negadores do Holocausto é: o que aconteceu com as cinzas depois que os corpos foram cremados? A quantidade de cinzas produzidas na cremação de uma pessoa é de cerca de uma caixa de sapatos cheia, se feito em um crematório adequado. No entanto, testemunhos oculares documentados por Hilberg em seu livro The Destruction of the European Jews descreve que o processo de cremação utilizado em Treblinka, Sobibor e Belzec era realizado em várias "grelhas" ao ar livre, onde pilhas de corpos foram queimados em cima de barras de metal. Estas grelhas eram operadas pela queima de pilhas de madeira por baixo. Ele tem sido questionado por negadores do Holocausto se teria sido possível queimar centenas de milhares de cadáveres, utilizando o método como documentado por Hilberg, especialmente quando a baixa eficiência de tal processo de cremação, as grandes quantidades de madeira necessárias e se as condições meteorológicas dos campos são levados em conta.[carece de fontes?]

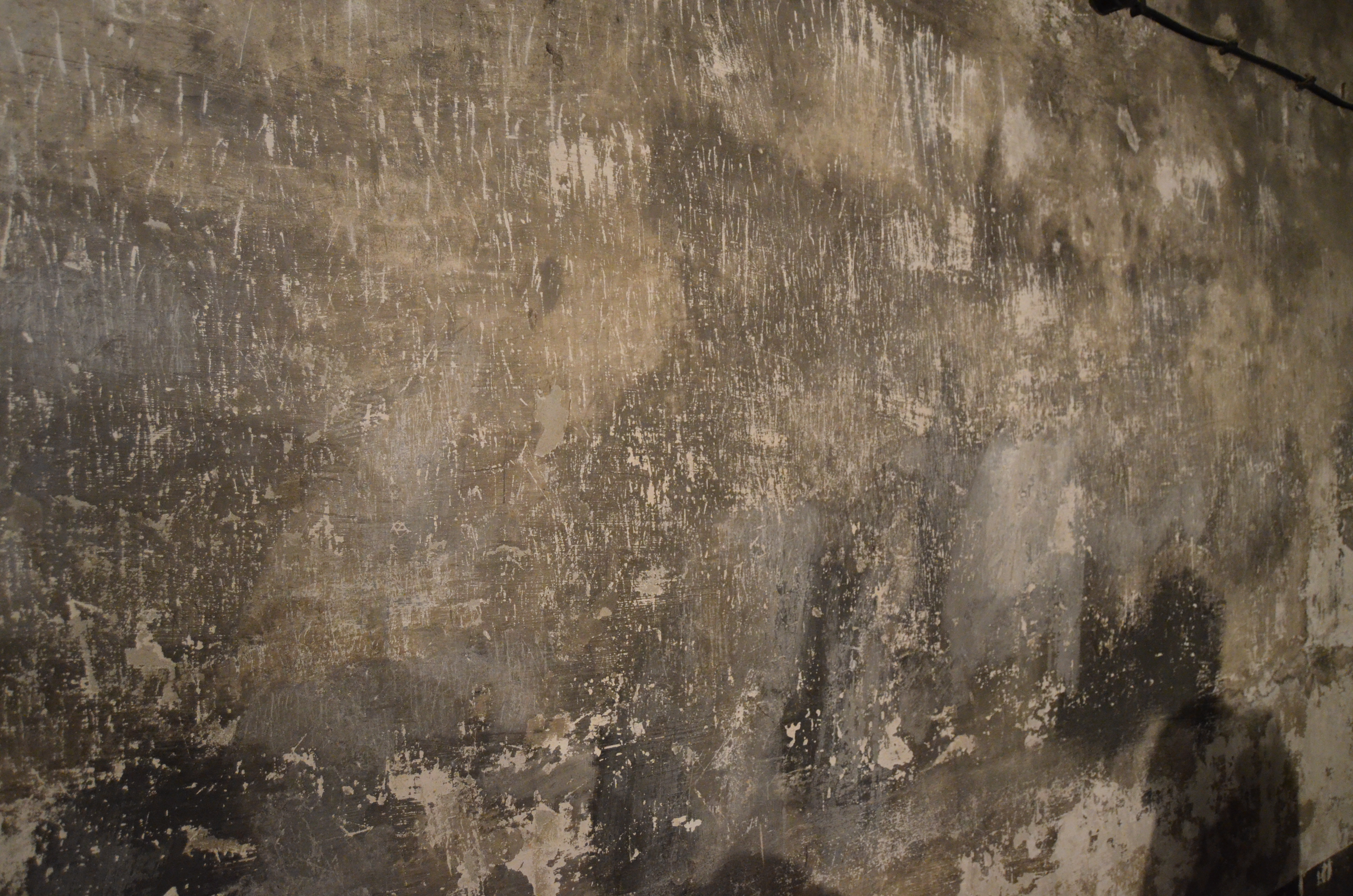
Uma das paredes da câmara de gás de Auschwitz, coberta de arranhões feitos por prisioneiros, no momento do gaseamento

A cremação ao ar livre nos campos de extermínio da Operação Reinhardt (Treblinka, Sobibor e Belzec) foi discutida em Nuremberg em 7 de Abril de 1946 por Georg Konrad Morgen, da Hauptamt SS-Gericht (departamento legal da SS) e advogado que investigou os crimes cometidos nos campos de concentração nazistas. Ele afirmou: "...a coisa toda era como uma linha de montagem, na última parada chegavam a uma grande sala, e eram informados de que aquela era para o banho, quando o último entrava, as portas se fechavam e o gás era injetado no quarto. Assim que a morte ocorreu em (sic), ventiladores eram ligados. Quando o ar era respirável, as portas se abriam, e os trabalhadores judeus (sonderkommandos) removiam os corpos. Por meio de um processo especial que Christian Wirth tinha inventado, eram queimados no ar livre, sem a utilização de combustível".
Há provas bem documentadas de que cinzas foram usadas como adubo em campos próximos. Fotografias de Treblinka feitas pelo comandante do campo mostram o que parecem ser pilhas de cinzas sendo distribuídas por escavadeiras.
Outro argumento usado por negadores do Holocausto é que o testemunho sobre as câmaras de gás não é confiável. O Institute for Historical Review é uma das organizações que fazem esta afirmação. Nas palavras do IHR:
Rudolf Höss disse em sua confissão que seus homens fumavam cigarros enquanto retiravam os judeus mortos das câmaras de gás dez minutos depois de gaseamento. Zyklon B não é explosivo? Altamente. A confissão Hoss é obviamente falsa.
O Nizkor Project e outras fontes têm apontado que a concentração mínima de Zyklon B para ser explosivo é 56 mil partes por milhão, enquanto a quantidade usada para matar um ser humano é de 300 partes por milhão, como é evidenciado pelo Merck Index e o CRC Handbook of Chemistry and Physics. Na verdade, a própria documentação dos nazistas declarou: "Perigo de explosão: 75 gramas de HCN em 1 metro cúbico de ar aplicação normal de aproximadamente 8-10 gramas por metro cúbico, portanto, não é explosivo".
O Institute for Historical Review ofereceu publicamente uma recompensa de 50 mil dólares por uma "prova verificável de que câmaras de gás, para o propósito de matar seres humanos, existiram em Auschwitz." Mel Mermelstein, um sobrevivente de Auschwitz, apresentou seu próprio testemunho como prova, mas foi ignorado. Ele então processou IHR nos Estados Unidos e o caso foi posteriormente resolvido com o pagamento de 50 mil dólares, mais 40 mil dólares em danos e por sofrimento pessoal. O tribunal declarou que a afirmação de que "os judeus foram gaseados até à morte no campo de concentração de Auschwitz, na Polônia durante o verão de 1944" era um fato.

## Total de mortos
Argumento: O número de seis milhões de mortos judeus é um exagero irresponsável, e muitos judeus que realmente emigraram para a União Soviética, Grã-Bretanha, Israel e os Estados Unidos estão incluídas no número.

### Seis milhões

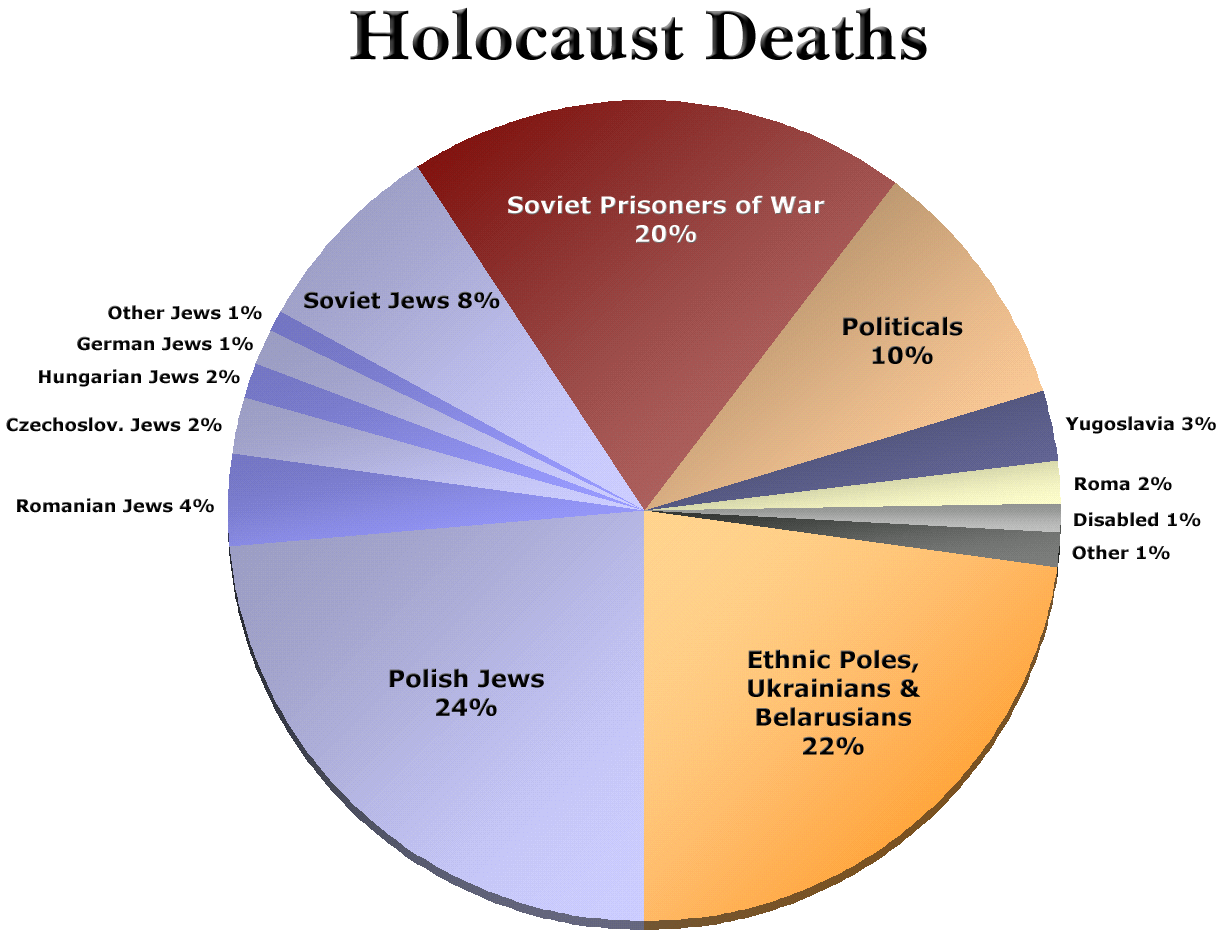
Estimativa aproximada do número de vítimas do Holocausto por grupos.Tons de azul: judeus (poloneses, soviéticos, etc.)Laranja: vítimas da Europa Oriental (poloneses, ucranianos e bielorrussos, mas não iugoslavos).Vermelho: prisioneiros de guerra soviéticos (clique na imagem para mais detalhes).

A figura "seis milhões" (que refere-se apenas às vítimas judaicas, e é maior com a inclusão dos demais outros grupos étnicos, religiosos e minorias vitimadas pelo Holocausto) é muitas vezes reduzida para um número que varia de um milhão a trezentos mil mortos. Ciganos (ver: Porajmos), homossexuais (ver: Homossexuais na Alemanha Nazista), cristãos (ver: Religião na Alemanha Nazista), deficientes físicos e mentais (ver: Eugenia nazista), entre outros, também foram alvo de perseguição e extermínio por parte dos nazistas. Este argumento muitas vezes choca-se com a opinião da grande maioria dos estudiosos, instituições e mesmo funcionários do governo nazista estimaram que nada menos do que de cinco a seis milhões de judeus morreram durante o Holocausto, enquanto alguns afirmam que o número poderia ser ainda maior. Com os nomes de 4,3 milhões de vítimas judias registrados só pelo Yad Vashem, e numerosos documentos e arquivos descobertos depois da guerra revelam o cálculo meticuloso dos extermínios que ocorreram nos campos (como Auschwitz e Treblinka). O Nizkor Project realizou uma investigação aprofundada sobre esta alegação e encontrou um número de judeus mortes de pelo menos 5,65 milhões.
Negadores afirmam que estes documentos são baseados em propaganda soviética, principalmente do Comitê Antifascista Judaico de Ilya Ehrenburg e, portanto, não confiáveis. Um complicador da questão, é que vários casos foram relatados onde os números das mortes de determinados campos de extermínio foram alegadamente exagerados. Estas alegações variam em verificabilidade e objetividade. Um exemplo muito citado é o "Documento Breitbard" (na verdade, um artigo de Aaron Breitbart), que descreve uma placa em Auschwitz em memória às vítimas que morreram lá, onde se lê que quatro milhões de pessoas sofreram e morreram ali nas mãos dos assassinos nazistas entre os anos de 1940 e 1945. Em 1990, uma nova placa substituiu a antiga, que agora diz: "Que este lugar onde os nazistas assassinaram 1.500.000 homens, mulheres e crianças, a maioria deles judeus de diversos países europeus, seja para sempre para a humanidade um grito de desespero e de advertência." Os números inferiores são devido ao fato de que os soviéticos "propositalmente elevaram o número de vítimas não judias em Auschwitz-Birkenau," de acordo com o Centro Simon Wiesenthal. Negadores do Holocausto insistem que o número de judeus mortos, portanto, seria reduzido em pelo menos 2,5 milhões. No entanto, a placa nunca tinha sido utilizado como fonte histórica exata pela maioria dos historiadores. No início dos anos 1950, Raul Hilberg estimou em 1,1 milhão o número de mortes de judeus em Auschwitz.

#### Estatísticas pré-guerra de seis milhões de judeus que enfrentaram a ameaça de extermínio
Negadores do Holocausto argumentam que as múltiplas estimativas pré-II Guerra Mundial de exatamente seis milhões de judeus que enfrentam o extermínio, como o artigo do ex-governador de Nova Iorque Martin H. Glynn de 1919, The Crucifixion of Jews Must Stop!, sugere o que número de mortos relatado é impreciso e foi inventado para fins de propaganda.

### Comitê Internacional da Cruz Vermelha
Negacionistas do Holocausto adulteraram e omitiram informações contidas nos relatórios do Comitê Internacional da Cruz Vermelha (CICV) que contradizem suas afirmações. Os críticos argumentam que Richard Harwood em seu panfleto Did Six Million Really Die?, para afirmar que o CICV não tinha encontrado nenhuma evidência de uma política de exterminar os judeus, ignorou seções principais do relatório de 1948, onde o CICV afirma explicitamente que o extermínio sistemático dos judeus era uma política nazista.
Harwood contestou a noção de que câmaras de gás homicidas estavam disfarçadas de duchas, citando referências feitas no relatório, onde funcionários do CICV inspecionaram instalações de banho. Ele usou suas respostas para argumentar que os chuveiros funcionavam apenas como chuveiros e não eram parte de uma instalação para matar. No entanto, esta é considerada uma deturpação pelos críticos, já que a passagem citada por Harwood refere-se aos campos dos aliados para civis no Egito e, portanto, não tinha nada a ver com campos de concentração nazistas.
Harwood também afirmou que o Die Tat, um tabloide suíço, publicou estatísticas que concluíram que o número de pessoas que morreram nas prisões nazistas e campos de 1939-1945 com base nas estatísticas do CICV foi de "300 mil, dos quais nem todos eram judeus". Em 19 de Janeiro de 1955 a edição do Die Tat, de fato, publicou a estatística de 300 mil, mas esta foi apenas em referência a "alemães e judeus alemães" e não cidadãos de outros países. Em 1978 no boletim oficial, intitulado "propaganda falsa", o CICV denunciou a negação do Holocausto e confirmou que a agência "Nunca publicou, ou mesmo compilou estatísticas deste tipo que estão sendo falsamente atribuídas a ela" e afirmou que sua missão era "ajudar as vítimas da guerra e não contá-las", e questionou como teria sido capazes de obter tais estatísticas, uma vez que "foi permitida entrar somente em poucos campos... nos dias finais da guerra ". A agência afirma que os números achados são "o número de mortes registadas pelo International Tracing Service, com base em documentos encontrados depois que os campos foram fechados", e, portanto, não têm relação com o total de número de mortes, uma vez que os nazistas destruíram muita documentação, e que muitas mortes ocorreram em campos onde os prisioneiros em geral, não foram registados. O CICV considera que esta deturpação como "propaganda", e porque estas afirmações relativas ao CICV foram utilizados para a defesa de Ernst Zündel em seu julgamento em 1985, críticos afirmam que, apesar das tentativas da agência para demonstrar a verdade, os negacionistas continuaram a confiar na desinformação baseada na distorção de dados do CICV. Arquivos do International Tracing Service (localizado em Bad Arolsen) respondem que a tal deturpação pode ser encontrada aqui. Em 1979, o CICV afirmou uma segunda vez que ele "nunca tentou compilar estatísticas sobre as vítimas da guerra", nem "certificou a exatidão das estatísticas produzidas por terceiros", e afirma que os autores desse material o teriam "falsificado", e afirma que o documento original do CICV e refere-se exclusivamente aos judeus.
Bem como na correspondência pessoal, o CICV também abordou esta deturpação por vários outros meios. Em 1975, o CICV escreveu ao Board of Deputies of British Jews em Londres sobre citações de Harwood, afirmando:
Os números citados pelo autor do folheto baseiam-se em estatísticas falsamente atribuídas a nós, evidentemente, com a finalidade de dar-lhes credibilidade, apesar do fato de que nunca publicamos informações deste tipo.— Françoise Perret, Comité International de la Croix-Rouge, a Jacob Gewirtz, 22 de agosto de 1975.

#### Baseler Nachrichten
Da mesma forma, Harwood escreveu que em 4 de Junho de 1946 a edição do Basler Nachrichten, outro jornal suíço, informou que "um máximo de apenas um milhão e meio de judeus podiam ser contados como vítimas." Harwood deixa de mencionar que um artigo numa edição posterior do jornal reconhece que o artigo anterior estava incorreto, e 5,8 milhões era um número exato de vítimas. Os críticos citam isso como um exemplo de como negadores usam informações parciais para distorcer fontes legítimas.

### População judaica
Um argumento para a negação do Holocausto é a comparação da população de judeus antes e depois do Holocausto. Afirma-se que o World Almanac de 1940 totaliza a população judaica mundial como 15.319.359 enquanto que, em 1948, esta seria de 15.713.638. Portanto, os negacionistas afirmam que tanto os números estão errados, ou o Holocausto, ou seja, a morte de milhões de judeus, não poderia ter acontecido em qualquer medida semelhante à indicada de 6 milhões. Ken McVay escreve:
Apenas em 1949 foram empregadas as estimativas do pós-guerra, os valores apresentados são para as estimativas feitas em 1948. Um ano ou dois de atraso parece ser comum para várias outras estimativas populacionais dadas pelo World Almanac. A diferença entre os números de 1938 e 1948 é de 4.481.491. Em 1949, no entanto, o World Almanac estima em 1,939 milhão o número revisto de 16.643.120 dando uma diferença de entre 1938 e 1947 de 5.376.520. De onde a população extra entre 1938 e 1939 veio não é citado, porém pode-se especular que ela foi baseada nas estimativas nazistas feitas em 1942 para a Conferência de Wannsee. Apesar da aparente exatidão dos números listados, o World Almanac adverte que todos os números indicados são apenas estimativas.
Outras fontes, confirmam números semelhantes aos anteriores a 1949 do World Almanac para a população judaica, antes e depois da guerra. O American Jewish Yearbook (AJY) de 1932 estima o número total de judeus no mundo em 15.192.218, dos quais 9.418.248 residiam na Europa. No entanto, o AJY de 1947, indica que: "as estimativas da população mundial judaica foram montadas pelo American Jewish Joint Distribution Committee (exceto para os Estados Unidos e Canadá) e são provavelmente as mais autênticas que existem na atualidade. Os números revelam que a população judaica total do mundo diminuiu em um terço de cerca de 16,6 milhões em 1939 para foram para cerca de 11 milhões em 1946 como resultado da aniquilação pelos nazistas de mais de cinco milhões e meio de judeus europeus. Na Europa, apenas cerca de 3.642.000 permanecem do total da população judaica do pré-guerra de cerca de 9.740.000". Esses números também são consistentes com as conclusões do Anglo-American Committee of Inquiry, Apêndice III, em 1946.

### Documentação nazista
Os nazistas usaram estimativas de entre 9 e 11 milhões para a população judaica da Europa, como evidenciado nas notas da Conferência de Wannsee. De fato, os nazistas metodicamente registraram a redução contínua da população judaica, como no Relatório Korherr, que deu o padrão da Solução Final até Dezembro de 1942. O Telegrama Höfle, enviado pelo SS-Sturmbannführer Hermann Höfle em 11 de Janeiro de 1943 ao SS-Obersturmbannführer Adolf Eichmann em Berlim detalha o número de mortes de judeus nos campos de concentração. No ano de 1942, o telegrama lista 1.274.166 de judeus exterminados nos quatro campos da operação Reinhard. O Relatório Korherr compilado por um estatístico da SS, deu um total de 2.454.000 judeus deportados para campos de extermínio ou mortos pelas Einsatzgruppen. Os relatórios de status completos dos grupos de extermínio Einsatzgruppen foram encontrados nos arquivos da Gestapo quando foi pesquisada pelo Exército dos EUA, e a precisão foi atestada por ex-integrantes dos Einsatzgruppen que testemunharam durante julgamentos por crimes de guerra e em outras vezes. Estes relatórios só listaram um adicional de 1.500.000 ou mais assassinatos durante fuzilamentos em massa, a grande maioria destas vítimas eram judeus. Além disso, a documentação nazista sobrevivente explicita os seus planos para assassinar os judeus da Europa (ver Conferência de Wannsee), registrados nos trens que chegam em vários campos da morte (ver: Ferrovias do Holocausto ), e incluiu fotografias e filmes de muitas atrocidades.[carece de fontes?]

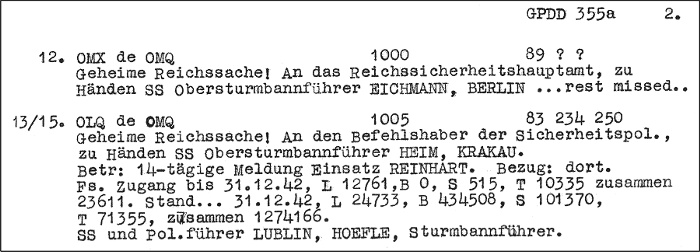
Telegrama Höfle
Tradução:
GPDD 3555a 2.
12. OMX de OMQ 1000 89 ??
segredo de Estado! escritório central para a Segurança do Reich, à atenção da SS. Obersturmbannführer Adolf Eichmann, Berlim [...restante em falta...].
13/15. OLQ de OMQ 1005 83 234 250.
segredo de Estado! O comandante da Polícia de Segurança, à atenção da SS.
Obersturmbannführer HEIM, Cracóvia.
Assunto: relatório quinzenal da Operação Reinhard.
Referência: rádio telegrama a partir daqui registra chegadas até 31 de dezembro de 1942.
L 12761, B 0, S 515, T 10335, o total de 23611.
Situação... 31 de dezembro de 1942, 24.733 L, B 434508, 101370 S, T 71355.
Total 1274166. comandante da SS e da Operação Nisko, Höfle, Sturmbannführer.

### Testemunhos
Há quantidades volumosas de testemunhos de milhares de sobreviventes do Holocausto,[carece de fontes?] bem como o testemunho de oficiais nazistas registrados nos Julgamentos de Nuremberg e outras vezes.[carece de fontes?] Negadores do Holocausto desconfiam dos testemunhos de oficiais, alegando que estas testemunhas foram torturadas,[carece de fontes?] ou que Rudolf Höss, alegadamente assinou uma confissão por escrito numa língua que não compreendia (inglês) ou que os Processos de Guerra de Nuremberg não seguiram os procedimentos judiciais adequados. No entanto, o testemunho de Höss não consiste em apenas uma confissão assinada; enquanto estava na prisão, ele também escreveu dois volumes de memórias e deu grande testemunho do lado de fora do processo de Nuremberg. Além disso, o seu testemunho que concorda com outros relatos escritos contemporâneos por funcionários de Auschwitz, como Pery Broad, um homem da SS, designado para Auschwitz enquanto Höss foi o comandante, e o diário mantido pelo médico da SS em Auschwitz Johann Kremer, bem como o testemunho de centenas de guardas do campo e das vítimas. Além disso, ex-funcionários da SS têm criticado a negação do Holocausto. SS-oberscharführer Josef Klehr disse que qualquer um que afirma que ninguém foi gaseado em Auschwitz deve ser "louco ou falso". O SS-Unterscharführer Oswald Kaduk afirmou que ele não considera aqueles que mantêm tal afirmação como normais. Em audiência sobre a negação do Holocausto, o ex-SS-rottenführer Oskar Gröning falou publicamente sobre o que ele testemunhou em Auschwitz, e denunciou os negadores do Holocausto, afirmando:
Eu gostaria que você acreditasse em mim. Vi as câmaras de gás. Eu vi os crematórios. Eu vi os fogos acesos. Eu estava na rampa quando as selecções tiveram lugar. Eu gostaria que você acreditasse que essas atrocidades aconteceram porque eu estava lá.
Sonderkommandos forneceram outra peça-chave de testemunho. Havia prisioneiros judeus que ajudaram judeus a marchar para as câmaras de gás e depois, removiam os corpo para os crematórios. Uma vez que testemunharam todo o processo, seu testemunho é vital na confirmação de que as câmaras de gás foram utilizados para fins assassinos e na escala em que foram utilizados.
Outro testemunho chave vem de sobreviventes não-judeus dos campos de concentração, como o católico membro da resistência francesa André Rogerie que foi mantido em sete campos diferentes e que, como um membro da resistência, não foi alvo de extermínio, mas foi poupado para o trabalho escravo e sobreviveu. Depois da guerra Rogerie escreveu e testemunhou extensivamente sobre suas experiências nos campos, incluindo Auschwitz-Birkenau, onde ele via e produziu o desenho contemporâneo mais velho de um crematório acampamento.

## Negação como antissemitismo
A negação do Holocausto é geralmente é visto como antissemita: a Encyclopedia of Genocide and Crimes Against Humanity, por exemplo, define a negação do Holocausto como "uma nova forma de antissemitismo, mas que depende de motivos seculares", a Liga Antidifamação afirmou que "a negação do Holocausto é uma forma contemporânea da doutrina antissemita clássica do 'mundo manipulado e ameaçando pela maléfica conspiração judaica'." O historiador francês Valérie Igounet escreveu que "a negação do Holocausto é um substituto polêmico conveniente para antissemitismo". Em 2005, o Observatório Europeu do Racismo e da Xenofobia (agora Fundamental Rights Agency) publicou uma "definição de trabalho" do anti-semitismo, que inclui: "negar o fato, o escopo, mecanismos (por exemplo, câmaras de gás) ou intencionalidade do genocídio do povo judeu nas mãos da Alemanha nacional-socialista e os seus apoiantes e cúmplices durante a Segunda Guerra Mundial (o Holocausto)". Alguns neonazis como Alexander Motyl assumem que eles mesmos alteram a história de propósito, principalmente a história da Operação Barbarossa, para justificar o genocídio.
Harold Covington, líder do National Socialist White People's Party (Partido Nacional-Socialista dos brancos, EUA) enviou uma mensagem em 24 de Julho de 1996 por e-mail a um número de adeptos do neonazismo (muitos dos quais eram negadores do Holocausto). Nesta mensagem, Covington explicou a negação do Holocausto de uma forma que tem sido usada por seus oponentes e críticos como uma resposta definitiva à pergunta: "Por que as pessoas negam o Holocausto?"
Tire o Holocausto e o que lhe resta? Sem o seu Holocausto precioso, quem são os judeus? Apenas um pequeno grupo de bandidos sujos internacionais e assassinos e posseiros que perpetraram a fraude mais maciça e cínica na história da humanidade... Lembro-me de ver um programa de televisão sobre o revisionismo, há alguns anos que combinou com Deborah Lipstadt para fazer alguma declaração para o efeito que: o verdadeiro propósito do revisionismo do Holocausto é fazer do nacional-socialismo uma alternativa política aceitável novamente. Eu normalmente não concordo com qualquer coisa que um judeu diz, mas eu lembro que exclamei: "Bingo! Entendi! Dê um charuto àquela senhora!"
Alguns argumentaram que nem todos os negadores do Holocausto são necessariamente antissemitas. Em uma defesa do professor de literatura e negador do Holocausto Robert Faurisson, e de ter um ensaio de seu incluída na introdução de um dos livros Faurisson, o lingüista e ativista político Noam Chomsky afirmou: "Eu não vejo implicações antissemitas na negação da existência das câmaras de gás, ou mesmo da negação do holocausto." Chomsky viria a elaborar:
...e foi perguntado se o fato de que uma pessoa negar a existência de câmaras de gás não prova que ela é antissemita. Eu escrevi de volta o que cada pessoa sã sabe: não, claro que não. Uma pessoa pode acreditar que Hitler exterminou 6 milhões de judeus de alguma outra forma sem ser antissemita. O ponto é trivial e não contestado por ninguém, eu não sei por que estamos discutindo isso. Nesse contexto, eu fiz um outro ponto: mesmo negação do Holocausto não provaria que uma pessoa é um antissemita. Presumo que esse ponto também não está sujeito a disputa. Assim, se uma pessoa ignorante em história moderna foi informada do Holocausto e se recusou a acreditar que os seres humanos são capazes de tais atos monstruosos, nós não concluiremos que ela é antissemita.
De acordo com Walter Reich, psiquiatra, pesquisador sênior do Woodrow Wilson International Center for Scholars, diretor do Museu Memorial do Holocausto dos Estados Unidos e agora professor de relações internacionais na Universidade George Washington:
A motivação primária para a maioria dos negadores é antissemitismo, e para eles o Holocausto é um fato irritantemente inconveniente na história. Afinal de contas, o Holocausto tem sido geralmente reconhecido como um dos mais terríveis crimes que já ocorreram e, certamente, o próprio emblema do mal na era moderna. Se o crime foi o resultado direto do antissemitismo levado ao seu fim lógico, então o próprio antissemitismo, mesmo quando expresso em conversa privada, é inevitavelmente desacreditado entre a maioria das pessoas. A melhor forma de reabilitar o antissemitismo, fazendo dos argumentos antissemitas mais uma vez respeitáveis no discurso civilizado, e tornando aceitável que governos adotem políticas antissemitas, é convencer o mundo que o grande crime pelo qual o antissemitismo foi responsabilizado simplesmente nunca aconteceu. Na verdade, que não era nada mais do que uma trama inventada pelos judeus, e propagada por eles através do seu controle dos meios de comunicação. Que maneira melhor, em suma, para tornar o mundo seguro novamente para o antissemitismo que negar o Holocausto?

### Sobre negacionismo
- Lipstadt, Deborah E. (1994). Denying the Holocaust: The Growing Assault on Truth and Memory Pbk. ed. New York, New York: Plume. ISBN 978-0452272743. Consultado em 9 de julho de 2015
- Lipstadt, Deborah E. (2006). History on Trial: My Day in Court with a Holocaust Denier 1st Harper Perennial ed. New York: Harper Perennial. ISBN 9780060593773
- Himmler, Heinrich (1974).  Smith, Bradley F.; Peterson, Agnes F., eds. Geheimreden 1933 [i.e. neunzehnhundertdreiunddreissig] bis 1945 [i.e. neunzehnhundertfuenfundvierzig]: und andere Ansprachen (em alemão). Frankfurt a. M.: Propyläen Verlag. ISBN 9783549073056 (Frankfurt a. M., Berlin, Wien 1974)
- Evans, Richard J. (2012). In Defence Of History. London: Granta Books. ISBN 9781847087904. Consultado em 9 de julho de 2015
- Evans, Richard J. (2002). Lying about Hitler : history, Holocaust, and the David Irving trial. New York: Basic Books. ISBN 9780465021536. Consultado em 9 de julho de 2015
- Kerr, Gordon (2000). The Irving Judgment: David Irving V. Penguin Books and Professor Deborah Lipstadt. London: Penguin Books. ISBN 9780140298994 Actual text of the judgment in the Irving case.
- Guttenplan, D. D. (2002). The Holocaust on trial 1st American ed. New York: W. W. Norton & Company. ISBN 9780393322927
- Niewyk, Donald (2009). The Holocaust: Problems and Perspectives of Interpretationof interpretation 4th ed. Boston: Cengage Learning. ISBN 9780547189468
- Pelt, Robert Jan van (2002). The Case for Auschwitz: Evidence from the Irving Trial. Bloomington, Indiana: Indiana University Press. ISBN 9780253340160. Consultado em 9 de julho de 2015
- Shermer, Michael; Grobman, Alex; Hertzberg, Arthur (2009). Denying History: Who Says the Holocaust Never Happened and Why Do They Say It?. Oakland, California: University of California Press. ISBN 9780520944091. Consultado em 9 de julho de 2015
- Michael Shermer, Why People Believe Weird Things: Pseudoscience, Superstition, and Other Confusions of Our Time, Freeman, New York 1997 (ISBN 0-8050-7089-3).
- Michael Shermer, "Holocaust Revisionism Update: David Cole Recants/David Irving Says Churchill Knew About Pearl Harbor". Skeptic 6, no. 1 (1998): 23–25
- Mr. Death: The Rise and Fall of Fred A. Leuchter, Jr., a documentary by Errol Morris.
- Abbot A., "Holocaust Denial Research Disclaimed", Nature, 368, 1994
- Zimmerman, John C. (2000). Holocaust Denial: Demographics, Testimonies and Ideologies. Lanham, Maryland: University Press of America. ISBN 9780761818229
- John C. Zimmerman, "Holocaust Denial". Los Angeles Times, January 16, 2000, M4
- Jean Claude Pressac: "Les carences et incohérences du Rapport Leuchter" Jour J., la lettre télégraphique juive, 12 December 1988.
- «Jean Claude Pressac, "Auschwitz: Technique and operation of the gas chambers", The Beate Klarsfeld Foundation, New York 1989»
- Jean Claude Pressac, Les Crématoires d'Auschwitz: La Machinerie Du Meurtre De Masse, CNRS editions, Paris, 1993.
- Pierre Vidal-Naquet, "Les assassins de la mémoire", Un Eichman de papier, Postface de Gisèle Sapiro, Nouvelle édition revue et augmentée, La Découverte, Paris, 2005, ISBN 2-7071-4545-9.
- Pierre Vidal-Naquet, "Qui sont les assassins de la mémoire?" in Réflexions sur le génocide. Les juifs, la mémoire et le présent, vol. III. La Découverte 1995.
- Brigitte Bailer-Galanda, Wilhelm Lasek, Amoklauf gegen die Wirklichkeit. NS-Verbrechen und revisionistische Geschichtsschreibung. Wien, 1992.
- George Wellers, "A propos du «Rapport Leuchter» et les chambres à gaz d'Auschwitz", Le Monde Juif, 134, 1989.
- Till Bastian, "Auschwitz und die «Auschwitz-Lüge». Massenmord und Geschichtsfälschung", Beck'sche Reihe München, 1994.
- Francesco Germinario, Estranei alla democrazia. Negazionismo e antisemitismo nella destra radicale italiana BFS Editore, Pisa, 2001.
- Francesco Rotondi, Luna di miele ad Auschwitz. Riflessioni sul negazionismo della Shoah, Edizioni Scientifiche Italiane, Napoli, 2005.
- Flores M., Storia, Verità e Giustizia, Mondadori, Milano, 2001.
- Valentina Pisanty, L'irritante questione delle camere a gas. Logica del negazionismo, Bompiani, Milano, 1998.
- Ted Gottfried, Deniers of the Holocaust: Who They Are, What They Do, Why They Do It, Brookfield Conn Twenty-First Century Books, 2001.
- Henry Rousso, Le dossier Lyon III: le rapport sur le racisme et le négationnisme à l'université Jean-Moulin, Paris, 2004.
- Nadine Fresco "Les redresseurs de morts. Chambres à gaz: la bonne nouvelle. Comment on révise l'histoire", Les Temps Modernes, 407, June 1980.
- Nadine Fresco, The Denial of the Dead On the Faurisson Affair 1981.
- Georges Bensoussan "Négationnisme et antisionnisme: récurrences et convergences des discours du rejet", Revue d'histoire de la Shoah, 166, May–August 1999. Centre de documentation juive contemporaine 1999.
- Valérie Igounet, "Dossier «Les terroirs de l'extrême-droite»: Un négationnisme stratégique", Le Monde diplomatique (May 1998).
- Valérie Igounet, Histoire du négationnisme en France, Paris, Le Seuil, 2000
- Pierre Bridonneau, Oui, il faut parler des négationnistes, Éditions du Cerf 1997.
- Yehuda Bauer "A Past that Will Not Go Away". in The Holocaust and History: The Known, the Unknown, the Disputed, and the Reexamined. Ed. Michael Berenbaum and Abraham J. Peck. Bloomington: Published in association with the United States Holocaust Memorial Museum by Indiana University Press, 1998, pp. 12–22.
- Alan L. Berger, "Holocaust Denial: Tempest in a Teapot, or Storm on the Horizon?" in Peace, in Deed: Essays in Honor of Harry James Cargas. Ed. Zev Garber and Richard Libowitz. Atlanta: Scholars Press, 1998, pp. 31–45.
- Joseph Dan, "Four Ways of Holocaust Denial". in Bruch und Kontinuität: Jüdisches Denken in der europäischen Geistesgeschichte. Ed. Eveline Goodman-Thau and Michael Daxner. Berlin: Akademie Verlag, 1995, pp. 39–46.
- Patrick Finney "Ethics, Historical Relativism and Holocaust Denial." Rethinking History 2 (1998), pp. 359–369.
- Jan Markiewicz, Wojciech Gubala, Jerzy Labedz, "A Study of the Cyanide Compounds Content in the Walls of the Gas Chambers in the Former Auschwitz & Birkenau Concentration Camps", Z Zagadnien Sqdowych, XXX, 1994.
- Wayne Klein, "Truth's Turning: History and the Holocaust". In Postmodernism and the Holocaust. Ed. Alan Milchman and Alan Rosenberg. Amsterdam: Editions Rodopi, 1998, pp. 53–83.
- Jonathan Petropoulos, "Holocaust Denial: A Generational Typology." In Lessons and Legacies III: Memory, Memorialization, and Denial. Ed. Peter Hayes. Evanston, IL: Northwestern University Press, 1999.
- Werner Wegner: "Keine Massenvergasungen in Auschwitz? Zur Kritik des Leuchter-Gutachtens", in: Die Schatten der Vergangenheit. Impulse zur Historisierung der Vergangenheit, hg. v. Uwe Backes, Eckhard Jesse und Rainer Zitelmann, Propyläen Verlag, Berlin 1990, S. pp. 450–476 (ISBN 3-549-07407-7).
- Wicken, Stephen (2006). «Views of the Holocaust in Arab Media and Public Discourse» (PDF). Yale Journal of International Affairs: 103–15
- Jürgen Zarusky: "Leugnung des Holocaust. Die antisemitische Strategie nach Auschwitz. Bundesprüfstelle für jugendgefährdende Schriften Aktuell – Amtliches Mitteilungsblatt". Jahrestagung 9./10. Nov. 1999, Marburg. Auch als Internet-Veröffentlichung (pdf-Dokument) erhältlich.
- Martin Finkenberger/Horst Junginger (Hrsg.): Im Dienste der Lügen. Herbert Grabert (1901–1978) und seine Verlage. Aschaffenburg: Alibri-Verl., 2004 (ISBN 3-932710-76-2).
- Thomas Wandres: Die Strafbarkeit des Auschwitz-Leugnens. Berlin 2000 (ISBN 3-428-10055-7).
- «Holocaust Denial Literature: A Bibliography». Consultado em 8 de dezembro de 2008
- «Who Denies the Holocaust And Why Do They Deny It?». Consultado em 9 de fevereiro de 2009
- Jonathan Josephs, Holocaust Denial Legislation — A justifiable infringement of freedom of speech? (Université Libre de Bruxelles; Working Papers du Centre Perelman de philosophie du droit, n° 2008/3)
- Hilberg, Raul (2003). The Destruction of the European Jews. New Haven, Connecticut: Yale University Press. ISBN 9780300095579
- Nicholas Terry, Roberto Muehlenkamp, Jason Myers, and Jonathan Harrison (2012). Belzec, Sobibor, Treblika: Holocaust Denial and Operation Reinhard: A Critique of the Falsehoods of Mattagno, Graf, and Kues. Holocaust Controversies. Book Length Analysis of Holocaust Deniers' Views of Operation Reinhard.
- Rubenstein, Richard L.; Roth, John K. (2003). Approaches to Auschwitz, Revised Edition: The Holocaust and Its Legacy. Louisville, Kentucky: Westminster John Knox. ISBN 9781611642148. Consultado em 9 de julho de 2015
- Hayes, Peter; Roth, John K. (2010). The Oxford Handbook of Holocaust Studies 1st pbk ed. Oxford: Oxford University Press. ISBN 9780199211869. Consultado em 9 de julho de 2015
- Hirsh, David (2003). Law Against Genocide: Cosmopolitan Trials. Singapore: Marshall Cavendish. ISBN 9781843145073. Consultado em 9 de julho de 2015
- Wistrich, Robert Solomon (2012). Holocaust Denial: The Politics of Perfidy. Berlin: Walter de Gruyter & Co. ISBN 9783110288216. Consultado em 9 de julho de 2015
- Atkins, Stephen E. (2009). Holocaust denial as an international movement. Santa Barbara, California: ABC-CLIO. ISBN 9780313345388. Consultado em 9 de julho de 2015
- Stern, Kenneth S. (1993). Holocaust denial 3rd printing. ed. New York: American Jewish Committee. ISBN 9780874951028

### Sobre negadores
- Arthur R. Butz, The Hoax of the Twentieth Century: The Case Against the Presumed Extermination of European Jewry, Newport Beach: Institute for Historical Review, 1994 (ISBN 0-9679856-9-2).
- Faurisson, Robert, My Life As a Revisionist, The Journal of Historical Review, volume 9 no. 1 (Spring 1989), p. 5.
- Ernst Gauss (Ed.), Dissecting the Holocaust: The Growing Critique of 'Truth' and 'Memory', Alabama: Theses & Dissertations Press, 2000 (ISBN 0-9679856-0-9). "Gauss" is a pseudonym for Germar Rudolf, the founder of "Theses & Dissertations Press."
- Jürgen Graf, Der Holocaust auf dem Prüfstand, 1992.
- Richard E. Harwood, Did Six Million Really Die?, Noontide Press.
- Michael Hoffman II, The Great Holocaust Trial, (June 1985, 2nd Edition) (ISBN 0-939484-22-6).
- Fred A. Leuchter, Robert Faurisson, Germar Rudolf, The Leuchter Reports: Critical Edition, Chicago, Theses & Dissertations Press, 2005 (ISBN 1-59148-015-9).
- Mr. Death: The Rise and Fall of Fred A. Leuchter, Jr.(Transcript) is a 1999 documentary film by Errol Morris about execution technician Fred A. Leuchter. Morris talked about it in Voices on Antisemitism.
- Germar Rudolf, The Rudolf Report: Expert Report on Chemical and Technical Aspects of the 'Gas Chambers' of Auschwitz, Chicago: Theses & Dissertations Press, 2001.
- "Syrian Holocaust Denial"by Mohammad Daoud, Syria Times September 6, 2000. Retrieved November 8, 2005.
- "Anti-Semitism and Holocaust Denial in the Iranian Media"MEMRI Special Dispatch Series no 855, January 28, 2005. Retrieved November 8, 2005.
- "Palestinian Holocaust Denial"Reuven Paz, Peacewatch April 21, 2000. Retrieved November 8, 2005. At Archive.org